# Tine van Buul
Martine (Tine) van Buul (Rotterdam, 26 februari 1919 – Amstelveen, 26 januari 2009) was een Nederlandse uitgeefster en schrijfster.

## Carrière
In 1941 begon Van Buul een boekhandel in Rotterdam, waarna ze in 1946 bij uitgeverij Querido ging werken. Vanaf 1960 leidde ze de uitgeverij met haar man Reinold Kuipers. Van Buul was jarenlang een van de drijvende krachten achter het kinderboekenfonds van Querido, dat in 1971 van start ging met de uitgave van Annie M.G. Schmidts Pluk van de Petteflet. 
In 1991 kreeg ze een Gouden Griffel voor de bloemlezing Als je goed om je heen kijkt zie je dat alles gekleurd is. Van Buul was een van de initiatiefnemers van De hele Bibelebontse berg (1989), een standaardwerk over kinder- en jeugdliteratuur in Nederland en Vlaanderen.